# Божок, Иван Егорович
Иван Егорович Божок (1904, Сучанский Рудник, Приморская область — 1973, Партизанск, Приморский край) — шахтер-забойщик шахты № 10 города Сучана.

## Биография
Родился в 1904 году на Сучанском руднике, затем город Сучан Приморского края. В 16 лет потерял отца, затем и мать, остался за старшего в семье.
В 1929 году пришёл работать на шахту № 10, с которой связал всю свою трудовую деятельность. Работал забойщиком, освоил все способы добычи угля, вызванные особенностями залегания крутопадающих пластов: выемки угля сверху и снизу пласта. Последний способ считался наиболее трудоемким и опасным — забойщик держал отбойный молоток на весу, работая как бы над головой. Божок выработал свои приемы и методы организации работы и добился высоких показателей и безаварийной работы.
Когда началось стахановское движение И. Е. Божок стал в первых рядах соревнующихся, он постоянно перекрывал норму в 1,5 раза. В 1939 году из рук М. И. Калинина получил первую трудовую награду — медаль «За трудовое отличие». В 1941 году ступил в ВКП/КПСС.
В тяжелые месяцы первого года Великой Отечественной войны выдавал на гора за смену 60-80 тонн угля. В октябре 1941 года дал рекордную для Дальнего Востока добычу — 1867 тонн топлива, в 15 ноября за смену вырубил 150 тонн, выполнив сменное задание на 325 %. С этого времени ежемесячно выдавал на гора по 2000—2300 тонн топлива. Обратился с призыва к горнякам Дальнего Востока добывать не менее 2000 тонн топлива в месяц.
Указом Президиума Верховного Совета СССР от 28 августа 1948 года за выдающиеся успехи в деле увеличения добычи угля, восстановления и строительства угольных шахт и внедрение передовых методов работы, обеспечивающих значительный рост производительности труда Божок Ивану Егоровичу присвоено звание Героя Социалистического Труда с вручением ордена Ленина и золотой медали «Серп и Молот».
Всегда сочетал производственную работу с общественной деятельностью. Избирался депутатом городского и краевого советов депутатов, депутатом Совета Союза Верховного Совета СССР 3-го и 4-го был членом Сучанского городского и Приморского краевого комитетов партии.
Жил в городе Партизанск. Скончался в 1973 году.
Награждён двумя орденами Ленина, орденом Трудового Красного Знамени, медалями; нагрудным знаком «Почетный шахтер». «Почетный гражданин Партизанского городского округа».